# Ямпіль (Шепетівський район)

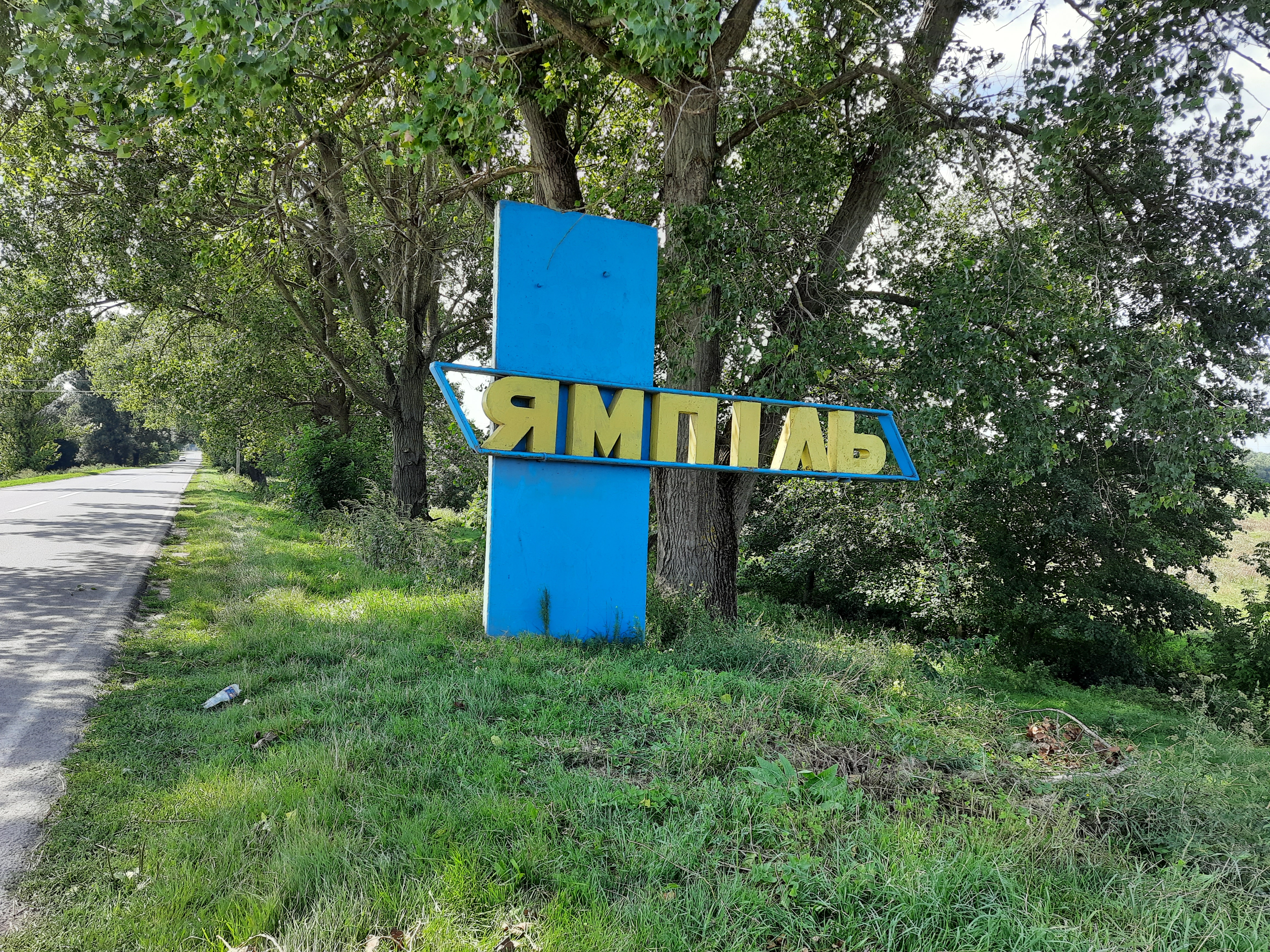
Знак при в'їзді в селище

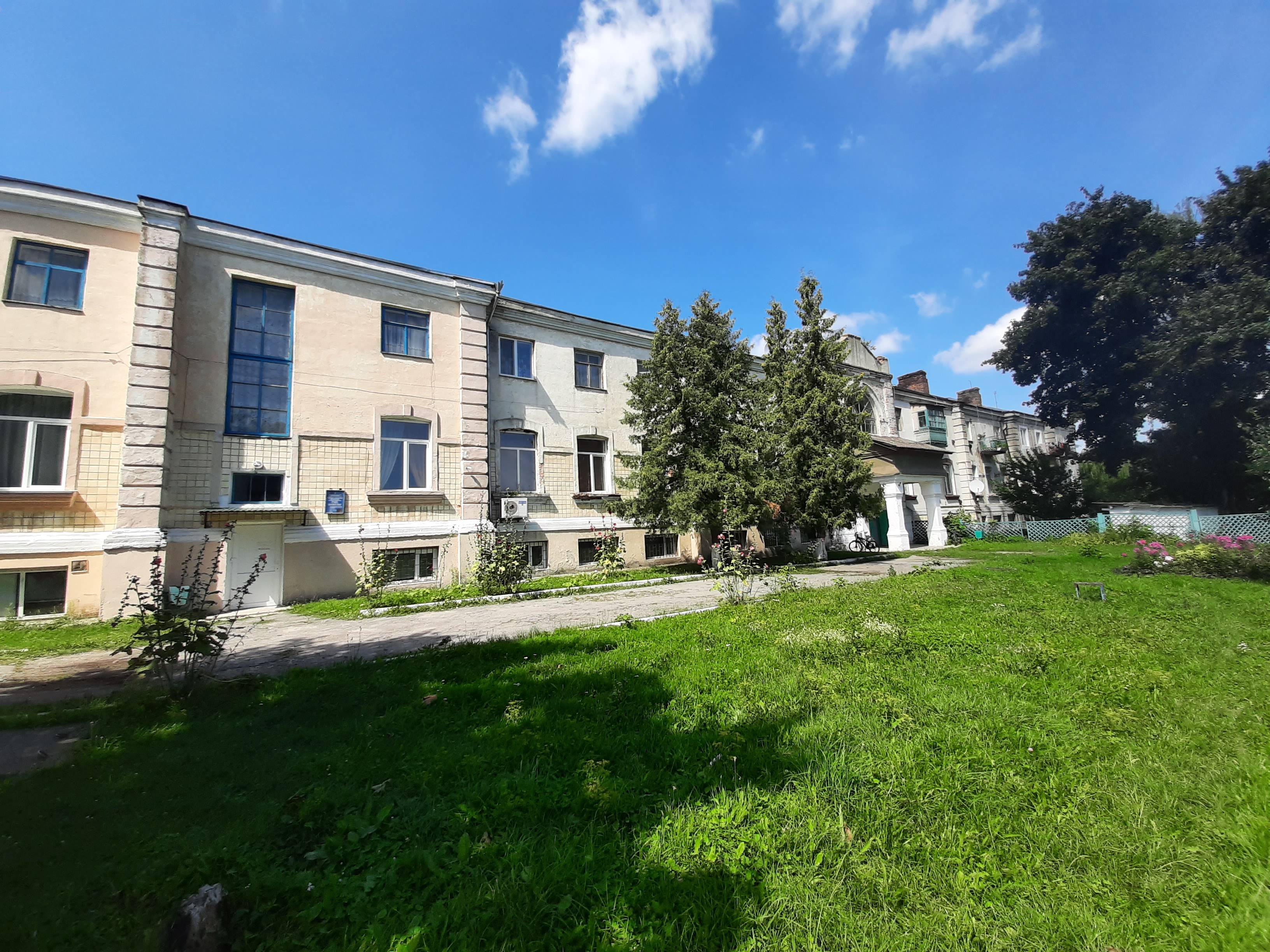
Клуб, музей

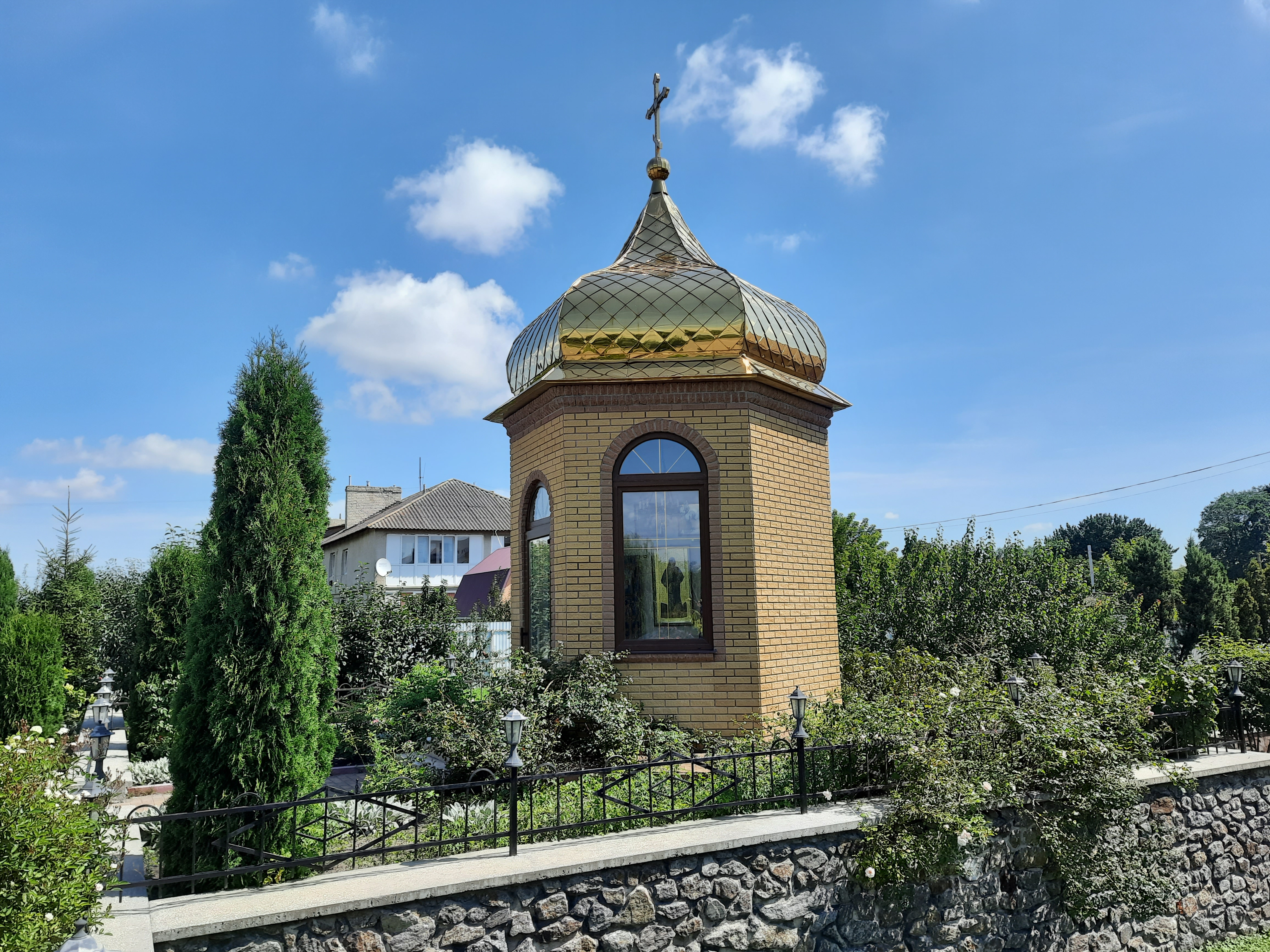
Капличка

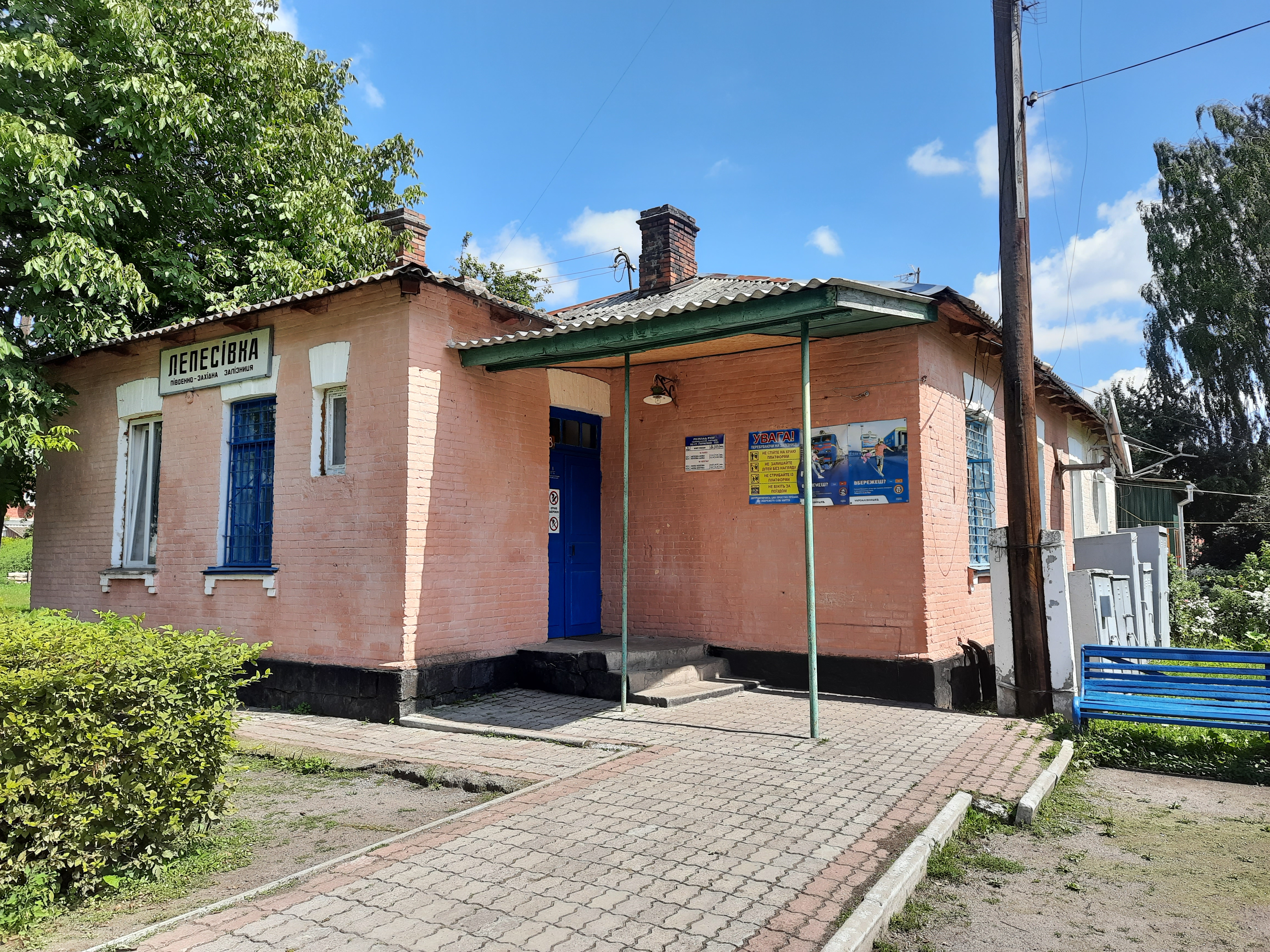
Залізнична станція

Я́мпіль (МФА: [ˈjɐmpʲiʎ] ( прослухати); колишній Я́нушпіль) — селище в Україні, в Шепетівському районі Хмельницької області. Населення: 2 073 мешканці (перепис 2001), 1709 мешканців (2023). Селище розташоване на річці Горинь (притока Прип'яті), за 2 км від залізничної станції Лепесівка на лінії Шепетівка-Подільська — Тернопіль. Через Ямпіль проходить автотраса Н02 Кременець — Біла Церква — Ржищів. Центральна вулиця — вулиця Центральна. Авторемонтний завод, млин.
Засноване в 1535 році. Магдебурзьке право з 1569 року. Статус смт із 1938 року.

## Географія
Територія, на якій розташований Ямпіль, лежить в північно-західній частині Подільського плато, на межі з Волинським Поліссям.

## Населення
Зміна чисельності населення смт. Ямпіль за даними переписів і щорічних оцінок:
| Роки      | 1986 | 2001  | 2010  | 2011  | 2015  |
| --------- | ---- | ----- | ----- | ----- | ----- |
| Населення | 4900 | ▼2128 | ▼2036 | ▼1961 | ▲1994 |

## Археологічні знахідки
Поблизу Ямполя та Лепесівки досліджено поховання доби ранньої та кургани пізньої бронзи (III—II тис. до н. е.). В околицях Лепесівки в 1967–1968 рр. велися розкопки великого поселення черняхівської культури, де знайдено язичницький жертовник з культовими вазами. Орнамент на вазах зображує річний сільськогосподарський календар давніх слов'ян. Біля Лепесівки виявлено також рештки давньоруського поселення.

## Історія

### В межах Русі
Давня історія Ямполя тісно пов'язана з історією сусіднього Тихомля, міста удільних руських князів. Залишки городища в Тихомлі, заснованому в 10 столітті, в період приєднання Волині до Київської Русі (981), збереглися до наших днів. В часи феодальної роздробленості, у 12—13 столітті, Тихомель разом з іншими погоринськими містами належав до Київського, Волинського, а з 1199 року — до Галицько-Волинського князівства. В 1214 році місто захопили війська угорського короля, але в 1219 році князь Данило Романович розбив завойовників, і Тихомель, як повідомляє літописець, знову стає «Даниловим містом». За князювання Данила Романовича Тихомель був добре укріпленим населеним пунктом з розвинутими торгівлею і ремеслом. Правда, і в наступні роки місто не раз завойовувалось та спустошувалось в процесі міжусобних воєн. Так, 1233 року під час однієї з битв з угорським королем покликаний Данилом Романовичем на допомогу князь «Ізяслав Мстиславович лесть (зраду) сотвори и… взяша Тихомль и возвратишася». В наступні роки (1241, 1259, 1289) Тихомель, як і територія всієї Волині, був завойований і не раз спустошувався монголо-татарськими полчищами. З часів татарської навали до наших днів збереглися залишки земляних і дерев'яних укріплень. Крім того, погоринські міста в 1279, 1303, 1309, 1352,1365,1418 були охоплені голодом і холерою. Внаслідок цього і численних набігів татар у Тихомлі зменшується кількість населення. Місто починає занепадати.

### Під владою Великого князівства Литовського, Речі Посполитої
Послабленням Галицько-Волинського князівства скористалися сусідні іноземні держави. В 40-х роках 14 століття Тихомель, як і вся Волинь, був завойований і включений до складу Литовського князівства.[джерело?] В другій половині 14—15 століття погоринські міста стали ареною боротьби між Литвою і Польщею, яка супроводжувалась посиленням національного і релігійного гніту, насадженням серед місцевого населення католицизму. На початку 16 століття Тихомель і його «городище» належали великим волинським ополяченим[джерело?] землевласникам Сенютам, які володіли на Волині 15 містами і 100 селами.
30 січня 1535 року Грицько і Роман Сенюти продали Тихомельське городище князю Янушу, єпископу Віленському, за 150 кіп литовських грошів (за іншими даними за 450 срібних крб.[джерело?]), який і назвав його Янушполем. Ця назва згодом змінилась на Янпіль, а пізніше — на Ямпіль. У 1569 році, після укладення Люблінської унії, містечко разом з іншими містами Волинського воєводства ввійшло до складу Речі Посполитої. Характерно, що в акті Люблінського сейму вже не згадується Тихомель. Після приєднання Ямполя до Речі Посполитої феодальний гніт посилюється.
Жителі містечка за рішенням польського сейму повинні були сплачувати «подимний податок» на користь держави. Так, 1629 року з 250 димів було зібрано 126 злотих одинарного подимного, в 1634 і 1638 рр.— по 252 злотих подвійного подимного, в 1635 році — 356 злотих чотириразового податку від 178 димів. Крім того, ямпільські селяни змушені були щорічно сплачувати на утримання Кременецького замку 11 кіп литовських грошей, 19 мірок вівса і 2 дні на рік косити сіно. Але основні податки натурою і грішми жителі Ямполя сплачували власникам міста Сенютам, а згодом князям Збаразьким, Вишневецьким, Радзивілам, шляхтичам Ходкевичам, у власність яких переходив Ямпіль. Селяни-чиншовики повинні були працювати по «вільному найму» за плату, встановлену поміщиком. Великих збитків населенню завдавали і численні напади польської шляхти. Так, під час одного з таких набігів на Ямпіль у жителів було пограбовано майно й худобу.
У 17 столітті, з розвитком товарно-грошових відносин у Речі Посполитій, спостерігаються певні зміни і в соціально-економічному розвиткові Ямполя. В 1616 році власники містечка одержали від польського короля магдебурзьке право, що сприяло пожвавленню його економічного життя. В місті щочетверга відбувалися торги, щонеділі — базари, під час яких поміщик збирав різні грошові побори: «мостове», «помірне», «поштучне». Заміна натурального податку грошовим ставила селян Ямполя в залежність від ринку. В той період Ямпіль, як і сусідні Ляхівці, став одним з центрів торгівлі Росії і Польщі та Литви і Туреччини. В період визвольної війни українського народу 1648—1654 рр. Ямпіль став ареною жорстоких боїв між загонами українських козаків і польською шляхтою.
Восени 1648 року Ямпіль зайняли селянсько-козацькі загони. Воєнні дії між російськими і польськими військами, що відбувалися в районі Ямполя в наступні роки, і особливо напад турків на Волинь у 1676 році, розорили містечко. Під час повстань на Правобережній Україні під проводом Семена Палія і Самійла Самуся на початку 18 століття в Ямполі відбувалися заворушення. Для придушення виступів місцеві власті утворювали спеціальні загони озброєної шляхти. Такий загін існував наприкінці 1760-х і в Ямполі. У другій половині 18 століття в Ямполі створюються мануфактури. В 1760 році власники містечка збудували фабрику, на якій вироблялися килими.

### Під владою Російської Імперії
Після приєднання Правобережної України до Росії (1793 р.) Ямпіль отримав статус повітового міста Подільського намісництва. 22 січня 1796 р. було затверджено герб міста: щит розділений; у верхній частині щита — герб Подільської губернії, у нижній — на зеленому тлі срібна крейдяна гора, «яка ще й донині є поблизу цього нового міста, що не має серед іншого особливих відмінностей».
У 1796 році увійшов як позатшатне містечко до Кременецького повіту Волинської губернії. 1805 року, коли Росія брала участь у війнах проти наполеонівської Франції, в Ямполі був розквартирований Азовський піхотний полк Першої армії, якою командував Кутузов. Соціально-економічний розвиток передреформеного Ямполя відображений в інвентарній виписці 1847–1848 рр. Згідно з інвентарною реформою 1847–1848 роках, у користуванні 103 селянських господарств було 440 десятин орної землі, 61 десятина садибної і 146 десятин сіножатей. З усього числа господарств городників налічувалось 23, піших — 66 і тяглих — 14. За користування мізерними ділянками землі піші господарства відбували 2 чоловічі й 1 жіночий, тяглі — 3 чоловічі й 1 жіночий дні панщини на тиждень зі своїм реманентом та худобою; городники сплачували грошовий оброк і відбували 24 робочі дні щороку на користь поміщика. Крім панщини, селяни повинні були відробляти по 12 літніх і 12 зимових днів, 8 будівельних за плату, встановлену губернатором, нести раз на місяць нічну варту. За уставною грамотою 1862 року, селяни дістали в наділ 473 десятини польової землі і 35 десятин сіножатей. Отже, у них було відрізано близько 80 десятин землі. Крім того, протягом 49 років вони повинні були сплатити 11760 крб. за садибні наділи, 36 572 крб. за польові. Поміщик Ходкевич, на той час орендар маєтку в Ямполі, за користування сіножатями забирав у них частину сіна. Так, з донесення мирового посередника 1884 року видно, що з 1190 десятин вигойної землі поміщик частину її віддавав під випас за третю копу селянам сусіднього села, частину — місцевим селянам за певну частку врожаю, а ще частину — за гроші селянам інших сіл. Крім того, проїжджі селяни змушені були сплачувати гроші орендарю за користування дорогами6.
В 1877 році селяни-чиншовики Ямполя, яких за вироком суду позбавлено землі за несплату чиншу, «самовільно почали орати землю під озимину, що була раніше в їхньому користуванні». З 70-х років 19 століття в Ямполі спостерігається певне економічне піднесення. Діяли пивоварний і поташний заводи, горілчаний склад, миловарня, 36 крамниць, регулярно відбувалися ярмарки, працював млин. Цьому, безперечно, сприяло і залізничне будівництво, яке в той час почалося на Волині. Ці зміни в економіці містечка сприяли швидкому зростанню населення. Якщо в 1905 році тут був 181 двір
та проживало 970 жителів, то в 1911 році було вже 372 двори і 2332 жителі.
Ось як описує тодішній Ямпіль один з його відвідувачів. «На самому кордоні Острозького повіту мальовничо розкинулось містечко Ямпіль. Воно оточене з південної, східної і північної сторони водами річки Горині. Річка, запруджена дамбою, утворює став, який омиває Ямпіль з південного і східного боків. Із східної сторони материк заходить на чверть версти і, перерізаний у двох місцях водами річки, утворює два острови». Основним заняттям місцевого населення було сільське господарство, насамперед, виробництво зерна та тваринництво. Селяни, як і раніше, терпіли від малоземелля. В той же час місцеві землевласники Косаковські, Лампицькі, Пеньковські в 1913 році мали 3508 десятин землі4. Чимало десятин її належало костьолу і православній церкві.
Дворічну церковнопарафіяльну школу відкрито тут у 1885 році. 1888 року в ній навчалося 24 учні, з них лише одна дівчинка. Містилась школа в церковному будинку й утримувалась на кошти місцевих парафіян. 1902 року почало працювати двокласне сільське училище, в якому навчалося 159 дітей з Ямполя та навколишніх сіл, працювало 3 вчителі.
У роки першої світової війни містечко перебувало в районі воєнних дій і було дуже зруйноване.
Після Лютневої революції в містечку виник волосний виконавчий комітет. В кінці вересня 1917 року селяни Ямпільської волості Кременецького повіту розпочали масову порубку лісів, забирали врожай, заорювали і засівали землю, розбирали економії. В самочинній порубці лісів і захопленні будівель економій брали участь і солдати. 2 лютого 1918 року владу в Ямполі захоплюють більшовики. В кінці лютого 1918 року місто переходить під владу Української держави, у грудні  його займають війська Директорії УНР. Остаточно більшовики захопили тут владу в кінці листопада 1920 року.

### Під владою СРСР
В грудні 1920 року утворено ревком, якого очолив Пашковський. Майже одночасно створюється і комітет незаможних селян на чолі з місцевим жителем Філіп'юком. Весною 1923 року організувався партосередок, який налічував тоді 4 особи, його очолив росіянин Михайлов. В 1925 році побудовано млин. Розпочалося навчання в початковій школі, згодом
її перетворили на семирічку, в ній працювало 8 вчителів. згодом відкрилася кооперативна школа. 1929 року в Ямполі організовується сільськогосподарська артіль «Червоний маяк», яка об'єднала 27 селянських дворів і мала 271 га землі. Колгоспні поля оброблялись машинами Лепесівської МТС. Створена в 1936 році, вона в 1941-му мала 44 трактори і 14 комбайнів. Напередодні війни в Ямполі була лікарняна 20 ліжок, діяли поліклініка й аптека. Крім того, місцеве населення одержувало медичну допомогу і в лікарні прикордонного загону. У 1936 році відкрито середню школу, для якої через два роки збудовано нове двоповерхове приміщення.
До початку війни середню освіту здобули 120 юнаків і дівчат. При школі був гуртожиток для дітей з навколишніх сіл.

#### Друга Світова війна
6 липня 1941 року селище окупували німецькі війська За час окупації німці розстріляли 25 мирних жителів, винищено майже все єврейське населення. 450 юнаків і дівчат було відправлено на роботи до Німеччини.
3 березня 1944 року Ямпіль зайняла Червона армія. Відступаючи, німецькі війська спалили шкільну бібліотеку, 75 будинків, приміщення Лепесівської МТС, прикордонного загону, зробили спробу вивезти все працездатне населення до Німеччини.

#### Післявоєнний час
Восени 1944 року відбудована машинно-тракторна станція у Лепесівці, яка в лютому 1945 року мала вже 33 трактори та інші сільськогосподарські машини. При МТС розпочали роботу курси для підготовки трактористів. В кінці 1944 — на початку 1945 рр. у Ямполі почали працювати бурякоприймальний пункт, млин, пункт «Заготзерно»; відновили роботу середня школа, бібліотека. 1950 року артілі «Червоний маяк» і «Рада» (Лепесівка) об'єдналися в колгосп якого назвали «Більшовик». У відремонтованому приміщенні колишнього прикордонного загону було
відкрито дитячий будинок, у ньому виховувалось 130 дітей, батьки яких загинули в часи війни.
1957 року колгосп збудував електростанцію потужністю 78 квт, електрифікував ферми. 1958 року після об'єднання артілі «Більшовик» з сусіднім колгоспом утворено господарство «Червона зірка». В 1964 році воно мало 16 тракторів, 12 зернових,
картоплезбиральних, бурякозбиральних і силосних комбайнів, 19 сівалок, 15 культиваторів, 12 автомашин та багато іншої сільськогосподарської техніки. З 1961 року колгосп став спеціалізуватися на відгодівлі великої рогатої худоби.
У 1970 році за колгоспом було закріплено 4496 га землі. На полях і фермах працювало 27 вантажних автомобілів, 34 трактори. 8 зернових і 4 бурякозбиральні комбайни. У 1959 році в Ямполі закінчено будівництво нового млина. 1962 року на базі дитячого будинку відкрито школу-інтернат.

## Населення

### Мова
Розподіл населення за рідною мовою за даними перепису 2001 року:
| Мова            | Кількість | Відсоток |
| --------------- | --------- | -------- |
| українська      | 2085      | 97.98%   |
| російська       | 40        | 1.88%    |
| білоруська      | 2         | 0.09%    |
| інші/не вказали | 1         | 0.05%    |
| Усього          | 2128      | 100%     |

## Єврейська громада
Єврейська громада у Ямполі з'явилася ще до 15 століття, а можливо і набагато раніше. Її найвідомішими рабинами були ребе Мечел із Злотова та його син ребе Йосиф.

## Герб Ямполя

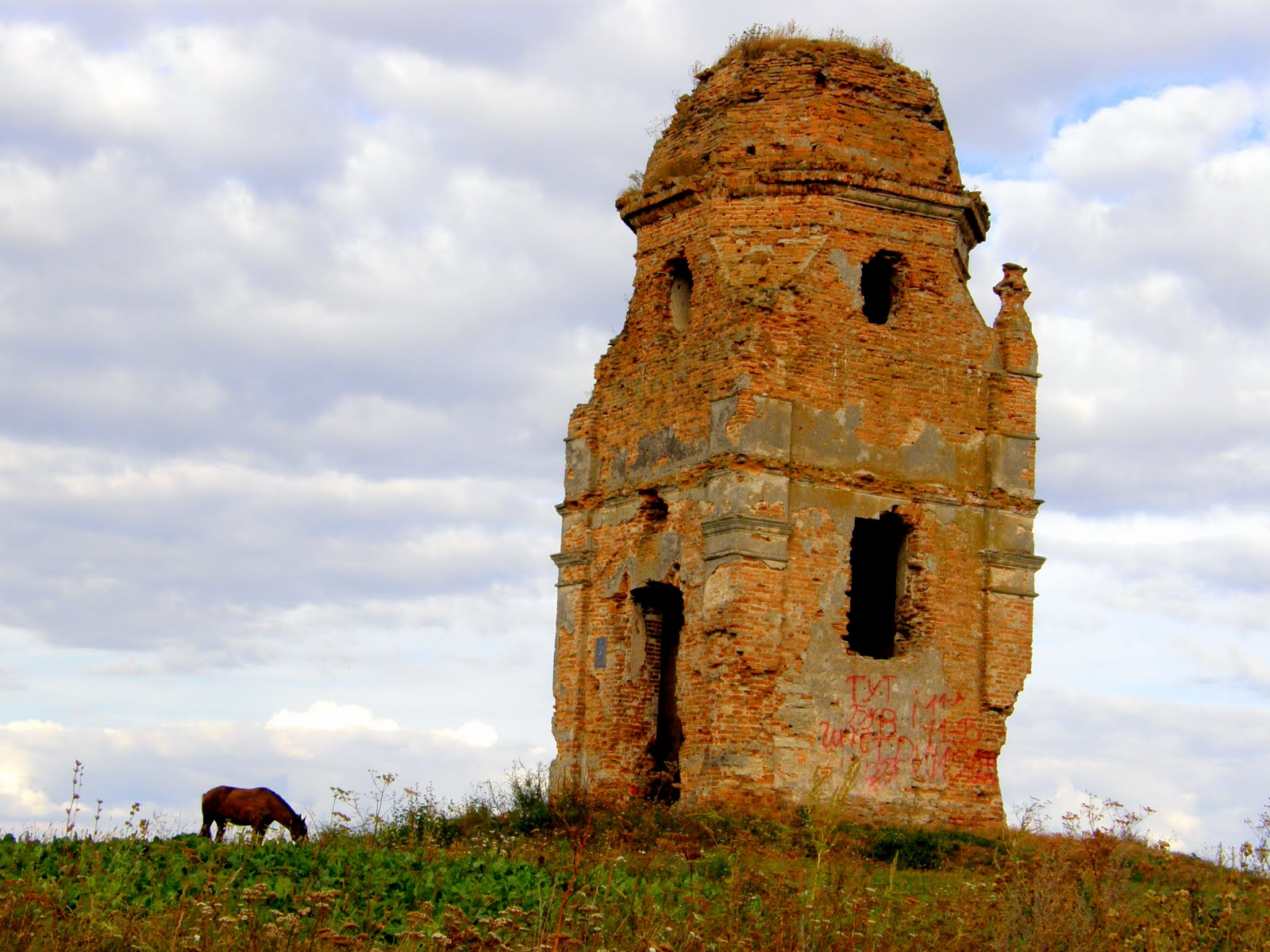
Аріанська капличка

Вежа, яка є головним елементом герба — залишки Тихомельської фортеці, що знаходиться на околиці селища, та нагадує походження Ямполя від давнього руського Тихомля.
Кольори герба нагадують, що селище розташоване на Волині над річкою Горинь. Золоті зірки — 4 села, підпорядковані Ямпільській селищній раді: Дідківці, Лепесівка, Норилів, Паньківці. Сигль «Я» нагадує про засновника селища — Януша Віленського.